# بيل غايلورد
بيل غايلورد (بالإنجليزية: Bill Gaylord)‏ هو متزحلق جبال الألب بريطاني، ولد في 4 أبريل 1967.

## وصلات خارجية
- بيل غايلورد على موقع أوليمبيديا (الإنجليزية)